# Mads Ellesøe
Mads Ellesøe (født 1977) er en dansk journalist og dokumentarfilmsinstruktør.
Mads Ellesøe blev anholdt i 2010 af marokkanske politifolk i Marrakesh, Marokko efter at have lavet en kritisk dokumentarfilm om spørgsmålet om Vestsahara.
Mændene der plyndrede Europa modtog i 2019 den danske tv -pris som årets bedste dokumentar.

## Filmografi
- Vores Krig (2009)
- Pind og Holdt i USA (2012)
- Børnesoldatens nye job (2016)
- Mændene der plyndrede Europa (2018)
- The Campaign Against the Climate (2020)